# Божил Ангелов
Божил Ангелов е български просветен деец от Македония.

## Биография
Ангелов е роден в 1870 година в ениджевардарското българско село Бубакево, тогава в Османската империя, днес в Гърция. Зършва първоначално образование в Гумендже в учебната 1881/1882 г. След това учи в Солунската българска гимназия, която завършва в 1889 година с четвъртия випуск. От 1892 до 1895 година учи в Историко-филологическия отдел, клон филология, във Висшето училище в София. Учителства три години в основно училище и четири години в класно. В учебната 1888/1889 година преподава във Варненската девическа гимназия. На следната на 1 септември 1889 година е назначен в Битолската българска класическа гимназия, където преподава български език и Закон Божи и е надзирател на пансиона.
При избухването на Балканската война в 1912 година е доброволец в Македоно-одринското опълчение и служи в Лазарета на МОО.
Умира в 1949 година в София.